# Jean de Marville
Jean de Marville foi um escultor flamengo. 
É atestado pela primeira vez em 1366 fazendo uma intervenção em um pilar na igreja de Saint-Pierre de Lille, e nesta cidade esteve ativo até 1372. Trabalhou numa capela mandada construir por Carlos V na Catedral de Rouen e colaborou com Jean de Liège na construção do túmulo real. Em torno de 1372 tornou-se valete do duque Filipe II da Borgonha, e pouco depois foi nomeado seu escultor oficial, num período em que a Borgonha se tornara um grande centro cultural da Europa. Para o duque consta que projetou o portal e realizou as esculturas e a tumba na capela ducal na Cartuxa de Champmol. Faleceu em 1389. Documentos da época o citam como um dos grandes artistas de seu tempo.